# Élections municipales de 2026 à Rennes
Pour des articles plus généraux, voir Élections municipales françaises de 2026 et Élections municipales de 2026 en Ille-et-Vilaine.
Les élections municipales de 2026 à Rennes auront lieu en mars 2026. Elles visent au renouvellement du conseil municipal et du conseil métropolitain de Rennes Métropole.

## Modalités du scrutin

### Dates
Ces élections se tiendront en mars 2026, les dates précises seront annoncées par décret au moins 3 mois avant le scrutin.

### Mode de scrutin
L'élection des conseillers municipaux et métropolitains se déroule selon un scrutin de liste à deux tours avec prime majoritaire : les candidats se présentent en listes complètes avec la possibilité de deux candidats supplémentaires. Lors du vote, on ne peut faire ni adjonction, ni suppression, ni modification de l'ordre de présentation des listes. Chaque bulletin de vote comporte deux listes : une liste de candidats aux seules élections municipales et une liste de ceux également candidats au conseil métropolitain.
Le nombre de sièges à pourvoir au conseil municipal de Rennes correspond à celui des communes dont la population est comprise entre 200 000 et 250 000 habitants, soit 61 sièges. Les conseillers municipaux sont élus au suffrage universel direct pour une durée de mandat de six ans. L'élection se termine au premier tour en cas de majorité absolue. Le cas échéant, un second tour a lieu. Les listes qui ont obtenu au moins 10 % des suffrages exprimés au premier tour peuvent se présenter au second. Les candidats des listes qui ont obtenu plus de 5 % des suffrages exprimés au premier tour peuvent rejoindre une autre liste.
La liste ayant obtenu le plus de voix se voit attribuer la moitié des sièges, arrondie à l'entier supérieur si nécessaire. Ainsi, la liste majoritaire obtiens automatiquement 31 sièges. Les 30 sièges restants sont attribués à la représentation proportionnelle à la plus forte moyenne aux listes ayant obtenu au moins 5 % des suffrages exprimés au second tour (ou au premier tour en cas de tour unique).

## Contexte

### Scrutin précédent
Les élections municipales de 2020 ont été marquées par une abstention massive en raison de la pandémie de Covid-19, la participation lors du 1er tour s'étant effondrée de 53 % en 2014 à 40 % en 2020.
Sur le plan local, la liste conduite par la socialiste Nathalie Appéré, candidate à sa propre succession, ralliée au 2d tour par la liste écologiste, renforce sa position en obtenant 3 sièges de plus qu'aux élections précédentes.
Contrairement à 2014, la droite et le centre partent sur 2 listes séparées, La République en Marche - UDI et Les Républicains - MoDem, qui obtiennent 5 sièges chacune.
Enfin, La France insoumise ne parvient pas à entrer au conseil municipal, la liste n'ayant pas atteint les 10 % au 1er tour et n'ayant pas fusionné avec une autre liste pour le 2d.

## Candidatures déclarées
Dès décembre 2024, le secrétaire départemental des Républicains, Thomas Rousseau, se déclare candidat. Sa candidature est également soutenue par Les Centristes.
En mars 2025, Les Écologistes et leurs alliés de l'Union démocratique bretonne et de Nouvelle Donne, à travers l'association Confluence, désignent deux porte-parole : Gaëlle Rougier, adjointe au maire chargée de l'éducation et Priscilla Zamord, vice-présidente de Rennes Métropole chargée des solidarités, de l'égalité et de la politique de la ville, sans toutefois préciser si l'une ou l'autre seront tête de liste.
En avril 2025, Génération.s nomme à son tour 2 chefs de file : Rozenn Andro, adjointe au maire chargée de la vie associative et vice-présidente de Rennes Métropole et Olivier Roullier, conseiller municipal délégué au quartier Sud Gare.
Le 13 juin 2025, la France insoumise désigne comme chef de file le binôme Marie Mesmeur, députée de la première circonscription d'Ille-et-Vilaine depuis 2024, et Gwénolé Bourrée, collaborateur parlementaire du député Louis Boyard.
Le 17 juin 2025, Carole Gandon (Territoires de progrès) est désignée cheffe de file du parti présidentiel.

## Sondages
Tout sondage d'opinion est affecté par une marge d'erreur.
Une couleur arbitraire est associée à chaque institut de sondage ; ces couleurs sont une aide visuelle et ne correspondent pas à une tendance politique.

## Résultats
|                          |                 |         |              |              |             |             |        |        |  |
| Tête de liste            | Tête de liste   | Liste   | Premier tour | Premier tour | Second tour | Second tour | Sièges | Sièges |  |
| Tête de liste            | Tête de liste   | Liste   | Voix         | %            | Voix        | %           | CM     | CC     |  |
|                          | Thomas Rousseau | LR - LC |              |              |             |             |        |        |  |
|                          |                 |         |              |              |             |             |        |        |  |
|                          |                 |         |              |              |             |             |        |        |  |
|                          |                 |         |              |              |             |             |        |        |  |
|                          |                 |         |              |              |             |             |        |        |  |
| Votes valides            |                 |         |              |              |             |             |        |        |  |
| Votes blancs             |                 |         |              |              |             |             |        |        |  |
| Votes nuls               |                 |         |              |              |             |             |        |        |  |
| Total                    | Total           | Total   |              | 100          |             | 100         | 61     | 49     |  |
| Abstention               |                 |         |              |              |             |             |        |        |  |
| Inscrits / participation |                 |         |              |              |             |             |        |        |  |